# 飛良泉本舗
株式会社飛良泉本舗（ひらいづみほんぽ）は、秋田県にかほ市にある酒造メーカー。

## 沿革
創業は室町時代の1487年（長享元年）、秋田最古の酒蔵で五百有余年の歴史があり、帝国データバンクの清酒製造部門では日本国内の蔵元としては須藤本家株式会社（1141年）に次ぐ1487年創業で全国で２番目に古い。
初代は一族を連れて関西の泉州からこの地に移り住み農業を営んでいた。日本海に面し、冬の季節風は強いがはっきりとした四季の変化で醸造や熟成に適した環境もあって、二代目が酒造りを始めた。創業当時は廻船問屋を営み、副業として酒造を行っていた。
明治時代に入り、鉄道の開通により廻船業が衰退すると、二十二代目は酒造りに専念することとなる。
1964年に発生した新潟地震により壊滅的な打撃を受け、一時は廃業を決意せざるを得ないほどとなったが、二十五代目は歴史ある蔵をたたむのが忍び難く、背水の陣の覚悟で再建に挑み、山廃造り一筋に突き進んだ。その結果、丹念な山廃造りに徹する戦略が徐々に市場に浸透し、平成初期には特定名称蔵としての地位を確かなものとした。
仕込み水には鳥海山系の伏流水を使用、昔ながらの山廃仕込みにこだわり、小仕込みでキメの細かい手造りを続ける蔵元。

## 交通アクセス
- 仁賀保駅徒歩５分
- 日本海東北自動車道仁賀保IC
- 酒蔵見学：不可
- 試飲：可能

## 主な銘柄
飛良泉
- 本醸造、山廃本醸造
- 山廃純米、純米大吟醸

焼酎
- 山廃純米粕取、吟醸粕取

## 受賞歴
全国新酒鑑評会
平成14酒造年 - 30酒造年　令和元酒造年 - 2酒造年
- 「飛良泉」金賞受賞 - 平成17、18、20、21、22、23、24、26、27、28、29年、令和元年(入賞)、2年